# Julöns nationalpark
Julöns nationalpark är en nationalpark på Julön (Australien). Den ligger på den västra delen av ön, 8 km söder om huvudorten Flying Fish Cove. Arean är 85 kvadratkilometer. I parken ligger Julöns högsta punkt, Murray Hill.